# Giải bóng đá hạng ba quốc gia Cộng hòa Síp 2005–06
Giải bóng đá hạng ba quốc gia Cộng hòa Síp 2005–06 là mùa giải thứ 35 của giải bóng đá hạng ba Cộng hòa Síp. AEM Mesogis giành danh hiệu đầu tiên.

## Thể thức thi đấu
Có 14 đội bóng tham gia Giải bóng đá hạng ba quốc gia Cộng hòa Síp 2005–06. Tất cả các đội thi đấu với nhau hai lần, một ở sân nhà và một ở sân khách. Đội bóng nhiều điểm nhất vào cuối mùa giải sẽ là đội vô địch. Ba đội đầu bảng sẽ lên chơi ở Giải bóng đá hạng nhì quốc gia Cộng hòa Síp 2006–07 và ba đội cuối bảng xuống chơi tại Giải bóng đá hạng tư quốc gia Cộng hòa Síp 2006–07.

### Hệ thống điểm
Các đội bóng nhận được 3 điểm cho một trận thắng, 1 điểm cho một trận hòa và 0 điểm cho một trận thua.

## Thay đổi so với mùa giải trước
Các đội bóng thăng hạng Giải bóng đá hạng nhì quốc gia Cộng hòa Síp 2005–06
- SEK Agiou Athanasiou
- Elpida Xylofagou
- Iraklis Gerolakkou

Các đội bóng xuống hạng từ Giải bóng đá hạng nhì quốc gia Cộng hòa Síp 2004–05
- ASIL Lysi
- Ermis Aradippou
- Akritas Chlorakas

Các đội bóng thăng hạng từ Giải bóng đá hạng tư quốc gia Cộng hòa Síp 2004–05
- Frenaros FC
- Digenis Oroklinis
- Atromitos Yeroskipou

Các đội bóng xuống hạng Giải bóng đá hạng tư quốc gia Cộng hòa Síp 2005–06
- Othellos Athienou
- Orfeas Nicosia
- AEK/Achilleas Ayiou Theraponta

## Bảng xếp hạng
| Vị thứ | Đội bóng                | St. | T. | H. | B. | BT. | BB. | HS. | Đ  | Ghi chú                                                                 |
| ------ | ----------------------- | --- | -- | -- | -- | --- | --- | --- | -- | ----------------------------------------------------------------------- |
| 1      | AEM Mesogis             | 26  | 19 | 3  | 4  | 74  | 35  | 39  | 60 | Vô địch-Thăng hạng Giải bóng đá hạng nhì quốc gia Cộng hòa Síp 2006–07. |
| 2      | ASIL Lysi               | 26  | 18 | 3  | 5  | 74  | 36  | 38  | 57 | Thăng hạng Giải bóng đá hạng nhì quốc gia Cộng hòa Síp 2006–07.         |
| 3      | Akritas Chlorakas       | 26  | 12 | 9  | 5  | 56  | 40  | 16  | 45 | Thăng hạng Giải bóng đá hạng nhì quốc gia Cộng hòa Síp 2006–07.         |
| 4      | Digenis Oroklinis       | 26  | 12 | 6  | 8  | 43  | 40  | 3   | 42 |                                                                         |
| 5      | ENAD Polis Chrysochous  | 26  | 12 | 3  | 11 | 39  | 40  | -1  | 39 |                                                                         |
| 6      | Atromitos Yeroskipou    | 26  | 11 | 5  | 10 | 58  | 46  | 12  | 38 |                                                                         |
| 7      | PAEEK FC                | 26  | 11 | 3  | 12 | 48  | 45  | 3   | 36 |                                                                         |
| 8      | Frenaros FC             | 26  | 9  | 7  | 10 | 34  | 36  | -2  | 34 |                                                                         |
| 9      | Ermis Aradippou         | 26  | 10 | 3  | 13 | 39  | 46  | -7  | 33 |                                                                         |
| 10     | Adonis Idaliou          | 26  | 8  | 8  | 10 | 37  | 40  | -3  | 32 |                                                                         |
| 11     | AEZ Zakakiou            | 26  | 8  | 6  | 12 | 34  | 46  | -12 | 30 |                                                                         |
| 12     | Achyronas Liopetriou    | 26  | 8  | 5  | 13 | 31  | 48  | -17 | 29 | Xuống hạng Giải bóng đá hạng tư quốc gia Cộng hòa Síp 2006–07.          |
| 13     | Enosis Kokkinotrimithia | 26  | 6  | 2  | 18 | 33  | 56  | -23 | 20 | Xuống hạng Giải bóng đá hạng tư quốc gia Cộng hòa Síp 2006–07.          |
| 14     | AEK Kythreas            | 26  | 5  | 3  | 18 | 24  | 70  | -46 | 18 | Xuống hạng Giải bóng đá hạng tư quốc gia Cộng hòa Síp 2006–07.          |

Hệ thống điểm: Thắng=3 điểm, Hòa=1 điểm, Thua=0 điểm
Luật xếp hạng: 1) Điểm, 2) Hiệu số, 3) Bàn thắng

## Kết quả
| ↓Home / Away→ | DNA | AEZ | AEK | AEM | AKR | ASL | ATR | ACL | DGN | ENK | END | ERM | PKK | FRN |
| ------------- | --- | --- | --- | --- | --- | --- | --- | --- | --- | --- | --- | --- | --- | --- |
| Adonis        |     | 1-1 | 0-1 | 2-1 | 2-2 | 1-3 | 3-3 | 3-0 | 0-2 | 2-0 | 3-2 | 1-0 | 0-0 | 1-1 |
| AEZ           | 2-1 |     | 2-0 | 1-3 | 1-1 | 1-3 | 1-1 | 2-0 | 0-3 | 3-1 | 1-0 | 2-0 | 2-1 | 1-1 |
| AEK           | 2-1 | 3-2 |     | 0-1 | 0-6 | 1-6 | 1-4 | 0-1 | 1-1 | 5-2 | 0-1 | 1-3 | 1-1 | 0-0 |
| AEM           | 3-1 | 2-2 | 4-2 |     | 0-0 | 6-3 | 1-1 | 5-0 | 4-2 | 5-2 | 3-0 | 4-1 | 6-2 | 2-1 |
| Akritas       | 3-1 | 3-1 | 2-1 | 2-1 |     | 2-1 | 3-1 | 4-2 | 1-2 | 4-2 | 2-2 | 4-1 | 3-1 | 2-3 |
| ASIL          | 2-0 | 5-1 | 4-0 | 1-2 | 5-1 |     | 2-1 | 4-0 | 2-2 | 5-1 | 4-1 | 2-2 | 3-2 | 2-1 |
| Atromitos     | 4-2 | 2-1 | 8-1 | 1-2 | 3-1 | 3-2 |     | 1-1 | 2-3 | 1-2 | 0-1 | 2-0 | 2-4 | 2-0 |
| Achyronas     | 2-4 | 3-1 | 5-0 | 0-4 | 1-1 | 1-1 | 3-2 |     | 1-0 | 2-3 | 2-1 | 4-2 | 1-0 | 1-2 |
| Digenis       | 0-0 | 0-1 | 3-1 | 1-3 | 1-1 | 0-2 | 3-6 | 2-1 |     | 3-1 | 1-2 | 1-5 | 3-2 | 2-0 |
| Enosis        | 1-2 | 4-1 | 1-2 | 0-1 | 1-1 | 1-3 | 1-2 | 0-0 | 0-1 |     | 4-2 | 0-1 | 2-1 | 1-0 |
| ENAD          | 1-1 | 3-1 | 4-0 | 3-2 | 2-3 | 1-3 | 2-1 | 2-0 | 0-0 | 2-0 |     | 2-1 | 1-0 | 0-1 |
| Ermis         | 0-2 | 1-0 | 1-0 | 2-4 | 2-2 | 1-3 | 3-1 | 2-0 | 1-1 | 2-0 | 3-2 |     | 2-3 | 2-1 |
| PAEEK FC      | 3-2 | 3-2 | 4-0 | 3-2 | 2-1 | 1-2 | 2-2 | 2-0 | 1-2 | 1-0 | 4-1 | 3-1 |     | 1-2 |
| Frenaros      | 1-1 | 1-1 | 3-1 | 2-3 | 1-1 | 3-1 | 1-2 | 0-0 | 2-4 | 4-3 | 0-1 | 1-0 | 2-1 |     |